# Clairvaux-les-Lacs

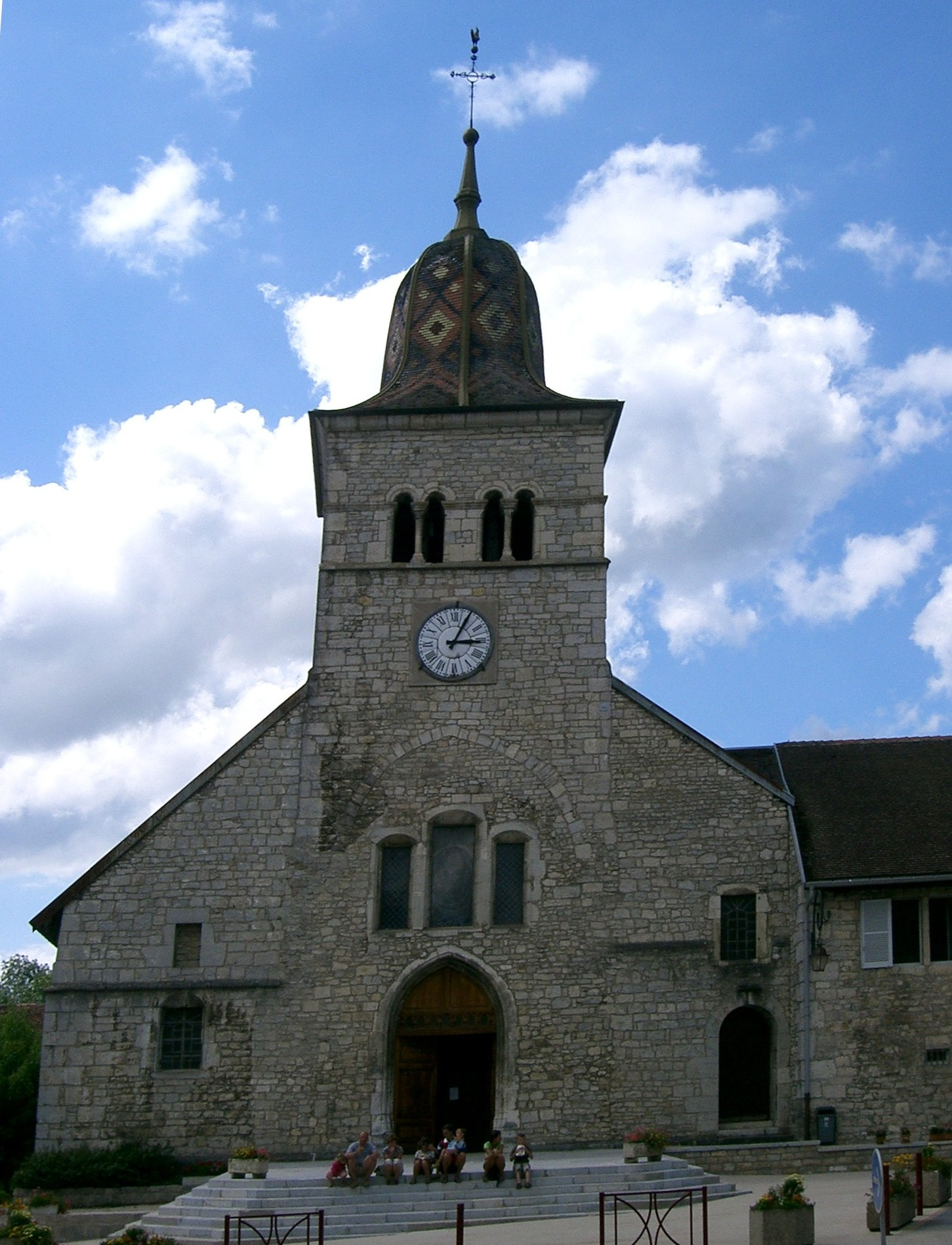
Kirche Saint-Nithier

Clairvaux-les-Lacs ist eine französische Gemeinde im Département Jura in der Region Bourgogne-Franche-Comté. Sie gehört zum Arrondissement Lons-le-Saunier und zum Gemeindeverband Terre d’Émeraude Communauté.

## Geographie
Die Gemeinde Clairvaux-les-Lacs liegt auf 541 m, etwa 19 Kilometer südöstlich der Stadt Lons-le-Saunier (Luftlinie). Sie erstreckt sich im Jura, auf einem Plateau zwischen dem Tal des Ain im Westen und den bewaldeten Ketten des Hochjuras im Osten, nördlich der Lacs de Clairvaux über dem Tal des Drouvenant.
Die Fläche des 12,29 km² großen Gemeindegebiets umfasst einen Abschnitt des französischen Juras. Der Hauptteil des Gebietes wird von der leicht gewellten Landschaft des Plateaus östlich des Ain eingenommen. Eingesenkt in eine weite Mulde sind die beiden Seen Grand Lac und Petit Lac auf 527 m. Sie werden an verschiedenen Orten von Moorflächen gesäumt und nach Norden entwässert. Die nördliche Abgrenzung verläuft im Bereich des Drouvenant, der in einem engen Tal rund 40 m in die Umgebung eingetieft nach Westen zum Ain fließt. In einem schmalen Streifen erstreckt sich das Gemeindeareal nach Südosten über das langsam ansteigende und dicht bewaldete Hochplateau der Forêt de la Joux. Hier wird mit 826 m die höchste Erhebung von Clairvaux-les-Lacs erreicht.
Zu Clairvaux-les-Lacs gehören neben dem eigentlichen Ort auch mehrere Weiler und Einzelhöfe, darunter:
- Soyria (525 m) auf dem Plateau östlich des Lac de Vouglans
- Le Langard (550 m) im Talkessel östlich des Petit Lac am Fuß der Forêt de la Joux

Nachbargemeinden von Clairvaux-les-Lacs sind Vertamboz und Cogna im Norden, La Frasnée, Hautecour und Châtel-de-Joux im Osten, Soucia im Süden sowie Barésia-sur-l’Ain und Boissia im Westen.

## Geschichte
Die Gegend von Clairvaux-les-Lacs kann auf eine sehr lange Siedlungstradition zurückblicken. Bei Ausgrabungen wurden am Nordrand des Grand Lac Überreste einer neolithischen Uferrandsiedlung entdeckt, die ungefähr 4000 Jahre vor Christus bewohnt war. Auch während der Bronzezeit bestand hier eine Siedlung. Ebenfalls aus der Bronzezeit stammen die Tumuli beim Weiler Soyria.
Erstmals urkundlich erwähnt wird Clairvaux-les-Lacs im Jahr 1089 unter dem Namen Clara Vallis, was etwa helles, klares Tal bedeutet. Seit dem frühen 12. Jahrhundert ist die Existenz eines Priorats belegt, das wohl am Anfang der Siedlungsentwicklung stand. Es wurde 1766 säkularisiert. Seit dem Mittelalter bildete Clairvaux den Mittelpunkt einer Baronie, die später zu einem Marquisat erhoben wurde. Das Städtchen Clairvaux wurde im 13. Jahrhundert befestigt und erhielt von der ortsansässigen Adelsfamilie Freiheitsrechte zugesprochen. Im 15. Jahrhundert wurde das Karmeliterkloster gegründet. Zusammen mit der Franche-Comté gelangte Clairvaux mit dem Frieden von Nimwegen 1678 an Frankreich. Um Verwechslungen mit anderen Ortschaften desselben Namens zu vermeiden, wurde Clairvaux 1930 offiziell in Clairvaux-les-Lacs umbenannt.
Als sich Frankreich im Zweiten Weltkrieg unter deutscher Besatzung befand, stellten die Deutschen der Familie Janier-Dubry in Clairvaux eine Falle. Ihr war von der Résistance die Aufgabe zugeteilt wurden, Albert Maugenet, genannt Benoit, zu beherbergen, der für die bei der Familie Clerc in Saint-Amour versteckten britischen Agenten tätig werden sollte. Maugenet wurde jedoch von den Deutschen festgenommen und gefoltert. Sie schickten darauf einen falschen Benoit zu den Janier-Dubry. Nachdem sie sich diesem am Vormittag des 18. November 1943 im Café der Familie Mathy in Montmorot anvertraut hatten, nahmen die Deutschen am Nachmittag Ida Poly, geborene Janier-Dubry, und die britische Agentin Diana Rowden fest, um sie in Paris zu foltern. Darauf wurde auch der bei den Clerc untergebrachte Agent C. John Young festgenommen, deportiert und im KZ Mauthausen ermordet. Diana Rowden wurde im KZ Natzweiler-Struthof ermordet. Cécile Mathy wurde im KZ Bergen-Belsen ermordet. Ihr Ehemann Léon Mathy wurde im KZ Ravensbrück ermordet. Ihre 19-jährige Tochter Odette Mathy und Ida Poly überlebten das KZ Ravensbrück.
Zu einer Gebietsveränderung kam es 1959, als das vorher selbständige Soyria nach Clairvaux-les-Lacs eingemeindet wurde.

## Sehenswürdigkeiten

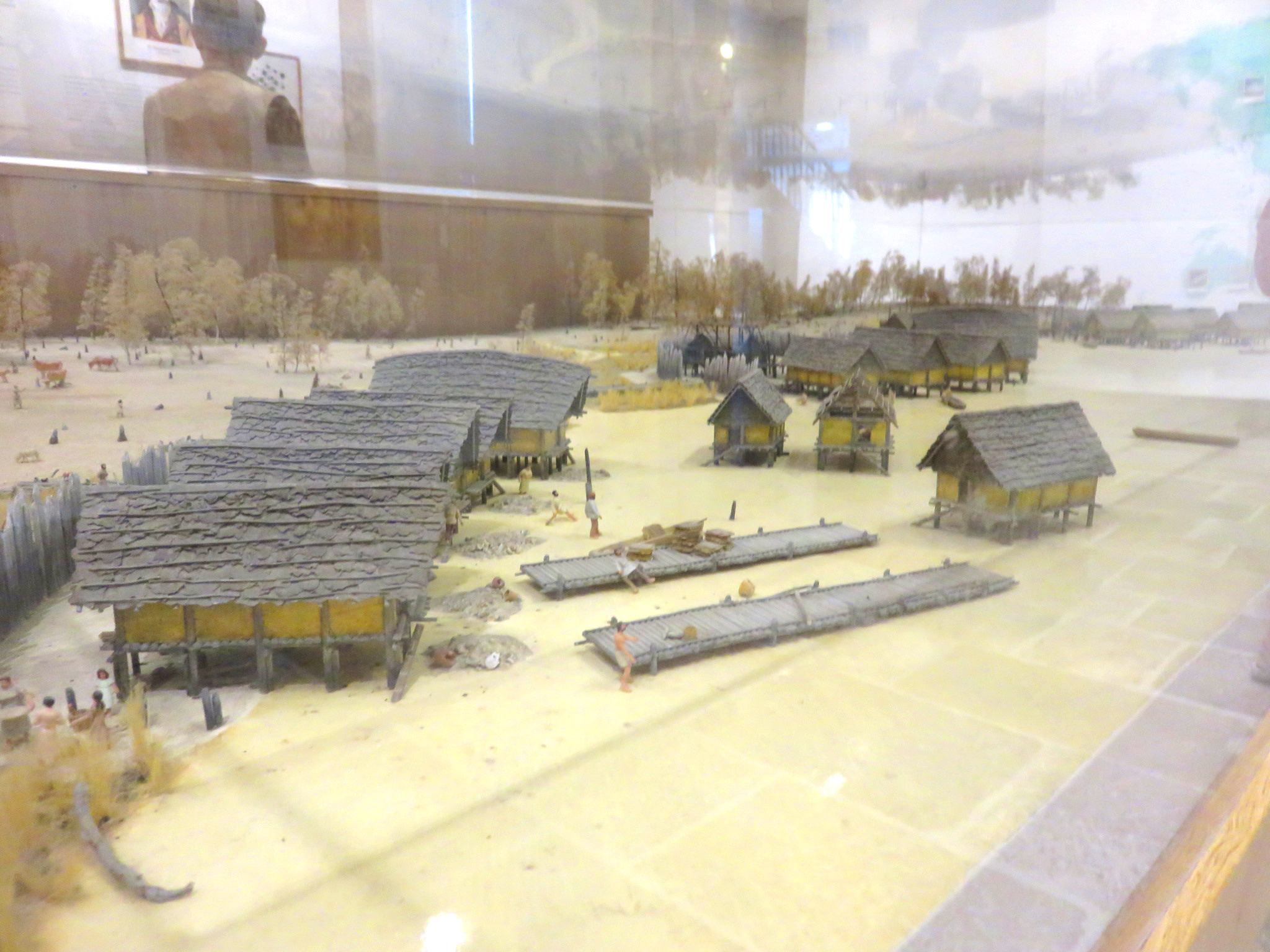
Rekonstruktion von Clairvaux-les-Lacs

Der Kanton Clairvaux-les-Lacs verfügt über ein reiches neolithisches Erbe, das vor allem durch zahlreiche Pfahlbauten repräsentiert wird, die am Nordufer des Großen Sees von Clairvaux liegen. 2011 wurden die Pfahlbausten von Clairvaux in die Liste des UNESCO-Weltkulturerbes aufgenommen.
Die Pfarrkirche Saint-Nithier stammt ursprünglich aus dem 12. Jahrhundert, wurde später aber mehrfach umgestaltet. Sie besitzt eine bemerkenswerte Innenausstattung, darunter das reich geschnitzte Chorgestühl aus dem 15. Jahrhundert, das von der Abtei Baume-les-Messieurs hierher überführt wurde, eine Kreuzigungsgruppe aus dem 16. Jahrhundert, Wandmalereien und Goldschmiedekunst. Ebenfalls sehenswert sind die Kapellen Notre-Dame de l’Isle (14. Jahrhundert) und Saint-Roch (15. Jahrhundert). Letztere befindet sich auf dem Friedhof.
Clairvaux-les-Lacs zeichnet sich durch ein malerisches Ortsbild aus. Die beiden parallel verlaufenden Straßen des alten Stadtkerns werden von Bürgerhäusern aus dem 17. bis 19. Jahrhundert gesäumt. Am nördlichen Ende des Städtchens befindet sich der aus dem 12. Jahrhundert stammende Rundturm, der einzige Überrest des ehemaligen Herrschaftssitzes.

## Bevölkerung
| Jahr          | 1962 | 1968 | 1975 | 1982 | 1990 | 1999 | 2006 | 2018 |
| ------------- | ---- | ---- | ---- | ---- | ---- | ---- | ---- | ---- |
| Einwohner     | 1324 | 1380 | 1379 | 1432 | 1361 | 1472 | 1512 | 1442 |
| Quelle: INSEE |      |      |      |      |      |      |      |      |

Mit 1428 Einwohnern (Stand 1. Januar 2022) gehört Clairvaux-les-Lacs zu den kleineren Gemeinden des Départements Jura. Nachdem die Einwohnerzahl in der ersten Hälfte des 20. Jahrhunderts stets im Bereich von rund 1000 Personen gelegen hatte, wurde vor allem während der 1950er Jahre eine deutliche Bevölkerungszunahme verzeichnet. Auf eine längere Stagnationsperiode folgte ab etwa 1990 erneut ein langsames aber kontinuierliches Wachstum.

## Wirtschaft und Infrastruktur
Clairvaux-les-Lacs war lange Zeit eine vorwiegend durch die Landwirtschaft und den Kleinhandel geprägte Gemeinde. Im 19. Jahrhundert siedelten sich im Tal des Drouvenant verschiedene Betriebe an, die von der Wasserkraft abhängig waren, nämlich Getreidemühlen, eine Papiermühle und mehrere Schmieden. Heute nimmt Clairvaux-les-Lacs zentralörtliche Funktionen für das nähere Umland des Ain-Tals wahr. Es ist Standort verschiedener Unternehmen des Klein- und Mittelgewerbes sowie des Einzelhandels. Zu den wichtigen Industriebranchen, die in Clairvaux-les-Lacs vertreten sind, zählen die Holzverarbeitung, mechanische Werkstätten, die Brillenherstellung und das Baugewerbe.
Als Erholungsort in einem beliebten Ausflugsgebiet im westlichen Jura profitiert Clairvaux-les-Lacs heute auch vom Tourismus. Im Sommerhalbjahr gibt es am Grand Lac zahlreiche Möglichkeiten, Freizeit- und Wassersportaktivitäten zu betreiben. Am Seeufer befinden sich drei Campingplätze.
Die Ortschaft ist verkehrstechnisch gut erschlossen. Sie liegt an der Hauptstraße N78, die von Lons-le-Saunier nach Saint-Laurent-en-Grandvaux führt. Weitere regionale Straßenverbindungen bestehen mit Moirans-en-Montagne, Saint-Lupicin und Pont-du-Navoy.

## Persönlichkeiten
- Albert François Deriot (1766–1836), General der Infanterie
- Pierre-Marie-Etienne-Gustave Ardin (1840–1911), römisch-katholischer Geistlicher und Erzbischof von Sens
- Jean-Claude Romand (* 1954), Hochstapler und Mörder